# 国際連合南スーダン派遣団

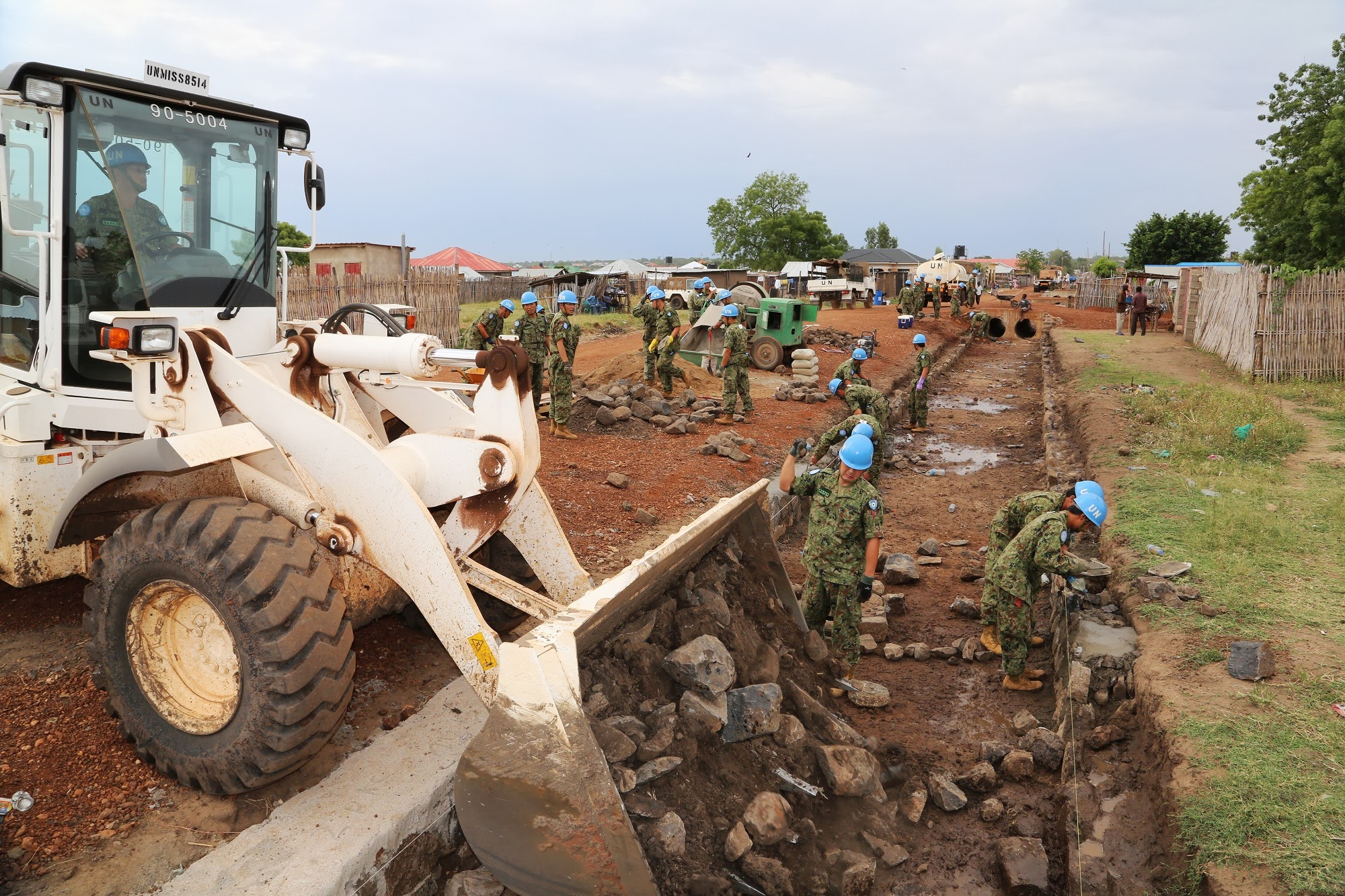
UNMISSに派遣され、コミュニティ道路を整備する陸上自衛隊（2013年4月、ジュバ市ナバリ地区）

国際連合南スーダン派遣団（こくさいれんごうみなみスーダンはけんだん、英: United Nations Mission in the Republic of South Sudan: UNMISS）は、南スーダン共和国に展開する国際連合平和維持活動 (PKO) のひとつ。
2011年7月9日に北部スーダンから分離独立した南スーダン共和国の平和維持活動を主任務とし、司令部を首都ジュバに置く。約7000名からなる治安維持及び施設整備部隊と警官約900人を加えた8000人規模で構成され、市民保護目的の武力行使が認められている。
南スーダンでは日本のNGO（非政府組織）が、医療や教育・農業などで多く活動している。独立したばかりの国であるため、国際支援は政府の統治機能をつくることや農産物の生産性を上げることからも重要である。
自衛隊の南スーダン共和国の派遣については「自衛隊南スーダン派遣」を参照。

## 沿革
2011年（平成23年）7月8日にUMMISSの設立を定める国連安保理決議1996が採択された。さらに2012年（平成24年）7月5日に国連安保理決議において活動期間を1年延長することが採択された。2012年（平成24年）12月22日にジョングレイ州において南スーダン軍が派遣団のヘリを反政府勢力と誤認して攻撃し、ロシア人4名が死亡した。
2012年4月になり、南スーダン軍がスーダンのコルドファンにあるヘグリグ油田を占拠した。4月12日には、スーダン軍が南スーダンの都市を空爆し、死傷者が発生する事態となった（南北スーダン国境紛争）。国際連合安全保障理事会は、全面的な戦闘に発展する恐れがあることから、両国に即時停戦を強く求めていたが、2012年4月16日にスーダン国民会議は、南スーダンを敵とみなす決議を採択し、4月18日には、スーダンのオマル・アル＝バシール大統領が、南スーダンを同国与党のスーダン人民解放運動から「解放」するとの宣言をおこなった。
2013年4月9日にジョングレイ州でPKO部隊が武装集団の襲撃を受け、インド人兵士5人と南スーダン人の民間人7人が死亡、兵士5人と民間人4人が負傷、数人が行方不明となった。
2013年（平成25年）12月14日に首都ジュバでクーデター未遂事件が発生し、その余波で、ジョングレイ州アコボ郡に駐留していたインド軍部隊がヌエル族の襲撃を受け、インド兵3人が死亡した。
2016年7月8日～11日にジュバで激しい戦闘が発生し、その対応において派遣団内に大きな混乱が見られた。後の調査では、近くのホテルで襲撃された職員からの救援要請があったにもかかわらず、平和維持部隊は持ち場を放棄して対応しなかったこと、また、中国の部隊が任務を放棄したほかネパールの部隊は国連施設内部での略奪を止められなかったことが挙げられている。これは、PKOが国連加盟国である南スーダン政府軍との交戦を避けたものと考えられる。この事件を受け、国際連合安全保障理事会は8月12日に国際連合安全保障理事会決議2304を採択し、UNMISSの隷下に4000名規模の地域防護部隊を新設した。
この結果を受け、潘基文事務総長により、同年11月までにケニアのジョンソン・モゴア・キマニ・オンディエキ司令官、デンマーク出身のUNMISS担当国際連合事務総長特別代表が更迭ないし退任を余儀なくされたが、この処分に反発したケニアがUNMISSから部隊を撤退させる事態となり、オンディエキ司令官の後任には司令官代理として中国の楊超英が任じられた。

## 参加国
南スーダン国連平和維持活動に部隊を展開している国は13か国。日本は2017年5月末をもって施設部隊への派遣を終了。現在は南スーダン政府の独立を支援する司令部への派遣を続行している。
| 部隊派遣国     | 活動都市 | 部隊種別                                         |
| -------------- | --- | ------------------------------------------------ |
| 韓国           | ボル、ピボル | 工兵部隊                                         |
| 中国           | ジェバ、バウ | 歩兵部隊、医療部隊、工兵部隊                     |
| インド         | ジュバ、レンク、メルト、ナセル、マラカル、ボル、ピボル、トリト、ベンティウ、ルンベク、ヤンピオ、カジョク、ワウ、アウェイル | 歩兵部隊、医療部隊、通信部隊、燃料部隊、工兵部隊 |
| バングラデシュ | ジュバ、マラカル | 河川部隊、工兵部隊                               |
| カンボジア     | ジュバ、ボル、マラカル、ルンベク、ワウ                                                                                     | 医療部隊、憲兵隊                                 |
| モンゴル       | パリャン、ベンティウ | 歩兵部隊                                         |
| ネパール       | ジュバ、ルンベク | 歩兵部隊                                         |
| スリランカ     | ボル | 医療部隊、航空部隊                               |
| エチオピア     | ジュバ、ボル、マラカル | 歩兵部隊                                         |
| ガーナ         | ベンティウ | 歩兵部隊                                         |
| ケニア         | アウェイル、カジョク、ワウ                                                                                                 | 歩兵部隊                                         |
| ルワンダ       | ジュバ、ブンジ、ヤンピオ                                                                                                   | 歩兵部隊、航空部隊                               |
| イギリス       | マラカル | 工兵部隊                                         |
| 日本           | ジュバ | 司令部隊                                         |